# Antykapitalistyczni Muzułmanie
Antykapitalistyczni Muzułmanie (tur. Antikapitalist Müslümanlar), znani również jako Stowarzyszenie Walki z Kapitalizmem (tur. Kapitalizmle Mücadele Derneği) – turecka organizacja o profilu lewicowym. Opowiada się za duchową formą socjalizmu, wierząc, że nauki Koranu i Mahometa są nie tylko zgodne z lewicowymi zasadami równości i redystrybucji, ale aktywnie je promują. Organizacja otwarcie wzywa prawicowych muzułmanów do czytania Koranu i, jak to ujmuje, „próbowania obalić faktu, że jest on lewicowy”. Kilkakrotnie aktywnie starli się z turecką policją. Stowarzyszenie początkowo zyskało sławę dzięki zaangażowaniu w protesty w parku Gezi.

## Ideologia
Ideologia organizacji w większości opiera się na myśli swojego lidera İhsana Eliaçıka. Uważa on, że zgodnie z wersetem Koranu 4:136 wszyscy muzułmanie mają obowiązek ofiarować wszystko, czego nie używają. W wywiadzie stwierdził, że wierzy, iż obowiązkiem islamu jest nie tylko troska o ubogich, ale również obalenie „diabelskiego systemu kapitalistycznego”, który według niego czyni ich biednymi. Kontynuował, mówiąc, że organizacja pragnie świata bez wyzysku i przywilejów.
Twierdził, że wielu używa islamu do realizacji swoich partykularnych interesów, a kraje takie jak Arabia Saudyjska, Pakistan i Afganistan interpretują islam w sposób „opresyjny”. Zapytany o sekularyzm stwierdził, że sekularyzm klasyczny wyklucza Kora i można znaleźć alternatywny sposób.
Opowiada się za „pokojowym światem bez granic”. Jeśli chodzi o ewolucję, skomentował, że jest to kwestia do przedyskutowania przez naukę, a nie religię, i że islam i tak nigdy nie zostanie udowodniony, że się myli. Jeśli chodzi o poligamię, stwierdził, że wersety o poligamii są powszechnie źle rozumiane i że islam jest całkowicie sprzeczny z tą praktyką.
Kiedy İhsan Eliaçık został oskarżony o bycie komunistą, odpowiedział na te twierdzenia, mówiąc, że Antykapitalistyczni Muzułmanie krytykują kapitalizm z perspektywy socjalistycznej, nie komunistycznej. I chociaż zgadzają się z podstawowymi naukami socjalizmu, krytykują jej wdrożenia, takie jak doświadczenia polityczne Związku Radzieckiego.

## Działania
Organizacja brała udział w demonstracjach 1 maja, gdzie podobnie jak inni pokojowi demonstranci, byli obiektem represji policyjnych.
W 2012 rzecznik organizacji powiedział w wywiadzie, że Turcja „musi przeprosić” za los, jaki spotkał Ormian, Kurdów i alewitów.
Organizacja początkowo zyskało sławę w lipcu 2013 dzięki zaangażowaniu w protesty w parku Gezi. Podczas wystąpień Antykapitalistyczni Muzułmanie organizowali publiczne pikniki na terenach zielonych, aby uczcić iftar. Uczestniczyli w niej członkowie kilku opozycyjnych partii politycznych, którzy wyrazili swoje poparcie dla akcji. Muzułmanie z różnych części Turcji, jak również diaspora turecka wspierali ruch.
Po atakach we Francji w styczniu 2015 organizacja wydała potępienie na Twitterze: „...Oczywiście, obrażanie wiary lub wartości nie może usprawiedliwiać masakry... Nie akceptujemy tych morderstw, tak samo jak nie akceptujemy zniewagi wyrządzone naszemu prorokowi”.